# Marianella García Villas
Marianella García Villas (San Salvador, 7 maggio 1948 – Suchitoto, 14 marzo 1983) è stata una politica e avvocata salvadoregna.
Membro dell'Associazione Cattolica Universitaria Salvadoregna (ACUS - Asociación Católica Universitaria Salvadoreña), fondò la Commissione per i diritti umani del Salvador, partecipò attivamente alla Democrazia cristiana salvadoregna e fu collaboratrice di monsignor Óscar Romero. Fu catturata il mattino del 12 marzo 1983 in un'area di conflitto dove si era recata per documentare l'uso di armi chimiche da parte dell'esercito. La sua morte sopraggiunse nella notte fra il 13 ed il 14 marzo: testimoni raccontano che restò in vita per circa otto ore nelle quali subì inenarrabili sevizie.

## Biografia
Di estrazione borghese, durante gli anni dell'università si schierò al fianco del popolo, spinta da una forte sensibilità sociale nata dall'impatto con la realtà del suo Paese. Laureata in legge e filosofia all'inizio degli anni settanta, iniziò a lavorare con le comunità di base contadine e a condividerne la vita, con l'obiettivo di risvegliare le loro coscienze sui diritti umani fondamentali. Militò prima nell'Azione Cattolica Universitaria e poi nel Partito Democratico Cristiano; prima tollerata dai dirigenti, poi ostacolata, fu infine emarginata. Esercitò la professione d'avvocato, fondando l'ALDHU (Asociación Latino-Americana de Derechos Humanos - Associazione Latino-Americana dei Diritti Umani), e divenendo Vice Presidente della Federazione internazionale dei diritti umani.
Si sforzava di capire e condividere i veri problemi della sua gente: le donne dei mercati e i lavoratori della terra furono i suoi elettori al Parlamento, all'interno del quale sedette dal 1974 al 1976. Quando si rese conto che le spinte dal basso erano non solo ignorate ma represse si allontanò definitivamente dalla DC e si dedicò al lavoro della Commissione per i Diritti Umani, di cui era presidente e attraverso la quale cercò costantemente di tradurre in fatti il suo profondo impegno a favore di una lotta "non violenta" tesa alla conquista della libertà e della giustizia sociale non solo in Salvador, ma in tutto il Centroamerica. Dopo il 1980, con l'uccisione del vescovo Óscar Romero, suo sostenitore, e braccata dalla Guardia Nacional, riparò in Messico da dove periodicamente rientrava a El Salvador alla ricerca di prove, documenti e nomi da presentare alla Commissione per i diritti umani dell'ONU e ai tribunali nazionali.
Più volte minacciata di morte, si recò in Europa tra il 1981 ed il 1982. Durante un suo viaggio in Italia, nel 1981, partecipando ad una manifestazione nella città di Padova, testimoniò del dramma vissuto dal suo popolo, evidenziando una necessità fondamentale, una risoluta presa di posizione politica nei confronti dei problemi del Sud del mondo. Sottolineando l'insufficiente ed inadeguato impegno a livello internazionale, quando si limita a semplici manifestazioni, commemorazioni e cerimonie per la difesa dei diritti umani, sensibilizzava le coscienze e la responsabilità delle donne e degli uomini perché le nazioni non possono vestire i panni di spettatori inconsapevoli della tragedia di un popolo. Entrò per l'ultima volta a El Salvador nel gennaio del 1983 per raccogliere prove sull'uso delle armi al fosforo bianco e al napalm contro la popolazione civile.
È stata uccisa nella zona di Suchitoto, mentre si trasferiva da un villaggio ad un altro sotto la scorta dei suoi amici contadini. Il cadavere, oltre le ferite da arma da fuoco, presentava altre gravi ferite. I militari salvadoregni l'arrestarono, la torturarono, la uccisero e poi la gettarono nel "mucchio" degli altri cadaveri. Il maggiore D'Aubisson tentò fin dall'inizio di accusarla di essere una guerrigliera, di appartenere alla dirigenza militare del Fronte Farabundo Martí per la Liberazione Nazionale. Il 15 marzo uscì il comunicato stampa delle Forze Armate: «Un uomo e una donna, si suppone giornalisti, si trovavano tra i morti quando una pattuglia militare fu attaccata nella zona di La Bermuda, Suchitoto, da un gruppo di terroristi, secondo informazioni ricevute da una pattuglia militare, si stava compiendo un'operazione di rastrellamento e nell'operazione con gli estremisti si causarono 20 perdite, tra cui una donna che portava materiale fotografico».
Il 16 marzo esce un altro comunicato delle Forze Armate che sottolinea la pericolosità di Marianella García «si trovavano grandi quantità di documenti sulla terrorista Marianella García. La delinquente sovversiva aveva piani di comunicazione internazionali provenienti dall'estero del paese, diretti a campi terroristi dell'interno». Il suo cadavere fu deposto in una camera ardente e vigilato, in modo tale da proteggerlo e preservarlo dall'intervento della Guardia Nacional, per permettere ai suoi sostenitori un ultimo saluto.

## Filmografia
- El Salvador - Revolution or Death (1980) di Frank Diamand.